# ビトール・アルキサ
ビトール・アルキサ・フェルナンデス（Bittor Alkiza Fernández、1970年10月26日 - ）は、スペイン・バスク州サン・セバスティアン出身の元サッカー選手。ポジションはMF。元スペイン代表。

## クラブ経歴
1991-92シーズン、レアル・ソシエダのトップチームでプロデビューを果たした。翌シーズンからトップチームのレギュラーに定着すると、1994年にライバルクラブであるアスレティック・ビルバオに2.2億ペセタの移籍金で移籍した。アスレティック・ビルバオでは、2002-03シーズン終了後にクラブを退団するまで、ポジションを確保し続け、公式戦328試合に出場した。2003年から2シーズンのみ古巣レアル・ソシエダに復帰したが、出場機会は限られた。2005年に現役を引退した。プロキャリア通算547試合に出場したが、タイトルには縁が全く無かった。

## 代表経歴
1998年9月23日、親善試合のロシア代表戦にてスペイン代表デビューを果たした。また、同試合でA代表初ゴールも挙げた。